# Episodi di Arrivano le spose (prima stagione)
La prima stagione della serie televisiva Arrivano le spose (Here Come the Brides) è andata in onda negli Stati Uniti dal 25 settembre 1968 al 16 aprile 1969 sulla ABC.
| nº | Titolo originale              | Titolo italiano              | Prima TV USA      | Prima TV Italia |
| -- | ----------------------------- | ---------------------------- | ----------------- | --------------- |
| 1  | The Pilot                     |                              | 25 settembre 1968 |                 |
| 2  | A Crying Need                 | L'uomo più ricco della città | 2 ottobre 1968    |                 |
| 3  | And Jason Makes Five          |                              | 9 ottobre 1968    |                 |
| 4  | The Man Of The Family         |                              | 16 ottobre 1968   |                 |
| 5  | A Hard Card To Play           |                              | 23 ottobre 1968   |                 |
| 6  | Letter of the Law             |                              | 30 ottobre 1968   |                 |
| 7  | Lovers And Wanderers          |                              | 6 novembre 1968   |                 |
| 8  | A Jew Named Sullivan          |                              | 20 novembre 1968  |                 |
| 9  | The Stand Off                 |                              | 27 novembre 1968  |                 |
| 10 | A Man And His Magic           |                              | 4 dicembre 1968   |                 |
| 11 | A Christmas Place             |                              | 18 dicembre 1968  |                 |
| 12 | After A Dream Comes Mourning  |                              | 1º gennaio 1969   |                 |
| 13 | The Log Jam                   | Le fidanzate impazienti      | 8 gennaio 1969    |                 |
| 14 | The Firemaker                 |                              | 15 gennaio 1969   |                 |
| 15 | Wives For Wakando             | In tre per uno               | 22 gennaio 1969   |                 |
| 16 | A Kiss Just For You           | Un bacio per caso            | 29 gennaio 1969   |                 |
| 17 | Democracy Inaction            |                              | 5 febbraio 1969   |                 |
| 18 | One Good Lie Deserves Another |                              | 12 febbraio 1969  |                 |
| 19 | One To A Customer             |                              | 19 febbraio 1969  |                 |
| 20 | A Dream That Glitters         |                              | 26 febbraio 1969  |                 |
| 21 | The Crimpers                  |                              | 5 marzo 1969      |                 |
| 22 | Mr. & Mrs. Jason Bolt         | Il signor e la signora Bolt  | 12 marzo 1969     |                 |
| 23 | A Man's Errand                | Offerta segreta              | 19 marzo 1969     |                 |
| 24 | Loggerheads                   |                              | 26 marzo 1969     |                 |
| 25 | Marriage Chinese Style        | Un matrimonio cinese         | 9 aprile 1969     |                 |
| 26 | The Deadly Trade              |                              | 16 aprile 1969    |                 |

## The Pilot
- Prima televisiva: 25 settembre 1968
- Diretto da: E.W. Swackhamer
- Scritto da: N. Richard Nash

### Trama
- Guest star: Mitzi Hoag (Miss Essie), Bo Svenson (Big Swede), James Almanzar (Jason's Man), Dick Balduzzi (uomo di Jason), Robert Biheller (uomo di Jason), Barry Cahill (uomo di Jason), Buck Kartalian (uomo di Jason), Andy Romano (uomo di Jason), Vic Tayback (uomo di Jason), Carolyne Barry (ragazza), Cynthia Hull (ragazza), Diane Sayer (ragazza), Elaine Joyce (ragazza), Judith Cassmore (ragazza), Karen Carlson (ragazza), Jeanne Sheffield (ragazza), Lou Frizzell (reverendo), Gordon Jump, Bryan O'Byrne (droghiere)

## A Crying Need
- Prima televisiva: 2 ottobre 1968
- Diretto da: Bob Claver
- Scritto da: Skip Webster

### Trama
- Guest star: Kathleen Widdoes (dottoressa Allyn Wright), Bo Svenson (Big Swede), Dolores Mann (Emily Perkins), Arthur Space (dottor Booth), Robert Biheller (Corky), Buck Kartalian (Sam), Karin Wolfe (Millicent), Jeanne Sheffield (Emmaline), Pat Delaney (Holly)

## And Jason Makes Five
- Prima televisiva: 9 ottobre 1968
- Diretto da: E.W. Swackhamer
- Scritto da: John O'Dea, Jay Simms

### Trama
- Guest star: Jennifer West (Holly Houston), Bill Zuckert (giudice Young), Carolyne Barry (Franny), Eric Shea (Thorne), Linda Sue Risk (Melody), Maralee Foster (Laurel), Hollis Morrison (Frank), Barry Cahill (McGee), Dick Balduzzi (Billy), James Almanzar (Canada), Diane Sayer (Sally)

## The Man Of The Family
- Prima televisiva: 16 ottobre 1968
- Diretto da: E.W. Swackhamer
- Scritto da: Jo Heims

### Trama
- Guest star: Bo Svenson (Big Swede), Mitzi Hoag (Miss Essie), Elaine Joyce (Debra), Angel Tompkins (Jenny), Karl Lukas (Mate), Elaine Fielding (donna), Don Kennedy (uomo), Stefan Arngrim (Tommy), William Schallert (reverendo), Loretta Leversee (Polly)

## A Hard Card To Play
- Prima televisiva: 23 ottobre 1968
- Diretto da: Bob Claver
- Scritto da: William Blinn

### Trama
- Guest star: Bo Svenson (Big Swede), Mitzi Hoag (Miss Essie), Helen Page Camp (Lucy Dale), Christopher Stone (Corky), C. Lindsay Workman (Rev. Adams), Allen Jaffe (Bear), Philip Bruns (Lorenzo), Sheree North (Felicia)

## Letter of the Law
- Prima televisiva: 30 ottobre 1968
- Diretto da: Paul Junger Witt
- Scritto da: Skip Webster

### Trama
- Guest star: Bo Svenson (Big Swede), Mitzi Hoag (Miss Essie), Michael Murphy (Ethan), Larry D. Mann (giudice Cody), Heidy Hunt (Becky Hobbs), James Almanzar (Claude Dupre), Buck Kartalian (Sam), C. Lindsay Workman (Rev. Adams), John Marley (Emmett Wade)

## Lovers And Wanderers
- Prima televisiva: 6 novembre 1968
- Diretto da: E.W. Swackhamer
- Scritto da: William Wood

### Trama
- Guest star: Mitzi Hoag (Miss Essie), Bo Svenson (Big Swede), Mills Watson (Steve), Dick Balduzzi (Billy), Hollis Morrison (Frank), Andy Romano (Pebbles), Cynthia Hull (Ann), Carolyne Barry (Franny), Karen Carlson (Mary Ellen), Majel Barrett (Tessa)

## A Jew Named Sullivan
- Prima televisiva: 20 novembre 1968
- Diretto da: Jerrold Bernstein
- Scritto da: Oliver Crawford

### Trama
- Guest star: Linda Marsh (Rachel), Kristina Holland (Amanda), Mary Wilcox (Grace), George Renschler (taglialegna), Cynthia Hull (Ann), Daniel J. Travanti (Sullivan)

## The Stand Off
- Prima televisiva: 27 novembre 1968
- Diretto da: James B. Clark
- Scritto da: Don Tait, Skip Webster

### Trama
- Guest star: Mitzi Hoag (Miss Essie), Bo Svenson (Big Swede), Gary Dubin (Charlie), Robert Biheller (Corky), Buck Kartalian (Sam), C. Lindsay Workman (Rev. Adams), Gordon Devol (Chips), Stefanianna Christopherson (Lu Ann), Don Pedro Colley (Ox)

## A Man And His Magic
- Prima televisiva: 4 dicembre 1968
- Diretto da: Harvey Hart

### Trama
- Guest star: Jack Albertson (Merlin), Carolyne Barry (Franny)

## A Christmas Place
- Prima televisiva: 18 dicembre 1968
- Diretto da: Richard Kinon
- Scritto da: William Blinn

### Trama
- Guest star: Dolores Mann (Emily), Hoke Howell (Ben), Susan Tolsky (Biddie), Michael Bell (Roger), Carolyne Barry (Franny), C. Lindsay Workman (Rev. Adams), Cynthia Hull (Ann), Erica Petal (Marcia), Christine Matchett (Lizbeth), Henry Beckman (Clancey)

## After A Dream Comes Mourning
- Prima televisiva: 1º gennaio 1969
- Diretto da: E.W. Swackhamer
- Scritto da: William Blinn

### Trama
- Guest star: Bo Svenson (Big Swede), Marvin Silbersher (Dimitri), Robert Biheller (Corky), Carolyne Barry (Franny), Cynthia Hull (Ann), Karen Carlson (Mary Ellen)

## The Log Jam
- Prima televisiva: 8 gennaio 1969
- Diretto da: Jerrold Bernstein
- Scritto da: Albert Beich

### Trama
- Guest star: Sam Melville (Lew), Pamela Dunlap (Abigail), Carolyne Barry (Franny), Cynthia Hull (Ann), Dick Balduzzi (Billy), Robert Biheller (Corky), Todd Garrett (Tommy)

## The Firemaker
- Prima televisiva: 15 gennaio 1969
- Diretto da: Richard Kinon
- Scritto da: James Amesbury

### Trama
- Guest star: Stefani Warren (Lulu Bright), Hagan Beggs (Davey Hingle), Bo Svenson (Big Swede), James McCallion (Omar Freeman), John Dolan (Marshall), Edward Asner (Matt Balter), Monte Markham (Bass)

## Wives For Wakando
- Prima televisiva: 22 gennaio 1969
- Diretto da: Richard Kinon
- Scritto da: Don Balluck

### Trama
- Guest star: Michael Ansara (Wakando), William Smith (Kitana), Susan Howard (Jane)

## A Kiss Just For You
- Prima televisiva: 29 gennaio 1969
- Diretto da: Jerrold Bernstein
- Scritto da: Albert Beich, James Amesbury

### Trama
- Guest star: Barry Williams (Peter)

## Democracy Inaction
- Prima televisiva: 5 febbraio 1969
- Diretto da: R. Robert Rosenbaum
- Scritto da: William Blinn

### Trama
- Guest star:

## One Good Lie Deserves Another
- Prima televisiva: 12 febbraio 1969
- Diretto da: Paul Junger Witt
- Scritto da: Jay Simms, John O'Dea

### Trama
- Guest star: Lew Ayres (Matthew Muncy)

## One To A Customer
- Prima televisiva: 19 febbraio 1969
- Diretto da: Jerrold Bernstein
- Scritto da: John McGreevey

### Trama
- Guest star:

## A Dream That Glitters
- Prima televisiva: 26 febbraio 1969
- Diretto da: Herb Wallerstein
- Scritto da: Ila Limerick, Gerry Day

### Trama
- Guest star:

## The Crimpers
- Prima televisiva: 5 marzo 1969
- Diretto da: Paul Junger Witt
- Scritto da: Don Tait

### Trama
- Guest star: Rosemary DeCamp (Mrs. Fletcher), Robert Biheller (Corky), Jack Perkins (Thorpe), Warren Munson (barista), Dennis Fimple (Eddie), Ben Aliza (Murphy)

## Mr. & Mrs. Jason Bolt
- Prima televisiva: 12 marzo 1969
- Diretto da: Richard Kinon
- Scritto da: Richard Bluel

### Trama
- Guest star: Henry Jones (Jebediah), Mary Jo Kennedy (Peggy)

## A Man's Errand
- Prima televisiva: 19 marzo 1969
- Diretto da: Jerrold Bernstein
- Scritto da: Lee Oscar Bloomgarden

### Trama
- Guest star: John Anderson (capitano Harmon), Jeff Pomerantz (Ward Kimberly)

## Loggerheads
- Prima televisiva: 26 marzo 1969
- Diretto da: Richard Kinon
- Scritto da: Skip Webster

### Trama
- Guest star: Hal England (Barnabas Smith), Alan Oppenheimer (Victor Webster)

## Marriage Chinese Style
- Prima televisiva: 9 aprile 1969
- Diretto da: Richard Kinon
- Scritto da: Skip Webster

### Trama
- Guest star: Bruce Lee (Lin), Linda Dangcil

## The Deadly Trade
- Prima televisiva: 16 aprile 1969
- Diretto da: Paul Junger Witt
- Scritto da: William Blinn

### Trama
- Guest star: R. G. Armstrong (Lijah), Jacqueline Scott (Linda Harmon)